# Rovescala
Rovescala (Ruscala in dialetto oltrepadano) è un comune italiano di 826 abitanti della provincia di Pavia in Lombardia. Si trova nella collina dell'Oltrepò Pavese, nella valle del torrente Bardonezza, al confine con la provincia di Piacenza.

## Storia
Rovescala fu donata nel 943 dai re d'Italia Ugo e Lotario al vescovo di Pavia e successivamente confermata dall'imperatore Ottone I nel 972, aggiungendovi il titolo di contea. Fu successivamente infeudata ai discendenti di Bernardo, di stirpe carolingia, conte di Parma e Pavia, che, già conti di Sospiro nel Cremonese, furono in seguito detti Conti di Rovescala, venendo annoverati, con i Langosco, i Gambarana e gli Sparavara, tra l'ampio consortile dei conti palatini di Lomello. Contesa tra Piacentini e Pavesi, Rovescala passò nel 1164 sotto il dominio di questi ultimi, che vi nominarono podestà e castellani, ma i conti continuarono a conservarne il possesso effettivo. Capi del partito guelfo e duramente ostili alla crescente influenza viscontea nella Lombardia meridionale, i conti di Rovescala esercitarono per buona parte del XIII e XIV secolo una grande influenza su tutto l'Oltrepò, scontrandosi con i Malaspina di Varzi e i Landi di Piacenza. Banditi nel 1315 da Pavia (della quale avevano la cittadinanza) con le altre principali casate guelfe, i conti nel 1358 riottennero i loro beni sequestrati, ma nel 1370 sostennero una dura guerra contro Galeazzo Maria Visconti, che devastò gran parte dei loro possedimenti. Perdonati una prima volta dal signore di Milano, alla sua morte si ribellarono nuovamente al dominio visconteo (1405-07), finché nel 1416 Filippo Maria Visconti non marciò contro di loro, impadronendosi di Rovescala. Imprigionati e privati dei loro beni, donati dal duca a Giorgio Aicardi, detto Scaramuzza Visconti, i conti si trasferirono a Pieve Porto Morone, sulla sinistra del Po, sempre in territorio pavese, ottenendo in seguito, nel 1427 e poi nel 1456, la reintegrazione dei loro possessi, ma non del castello e della signoria di Rovescala, rimasta alla discendenza di Scaramuzza. Nel 1482, morto Gasparino Visconti senza eredi, il duca Gian Galeazzo Maria Sforza vendette per trecento ducati la signoria di Rovescala al nobile piacentino Gerardo Pecorara, concedendogli l'investitura feudale e la separazione del territorio dalla giurisdizione di Pavia e di ogni altra città, quale corpo separato.
Il fatto che i maggiori proprietari terrieri continuassero a essere gli antichi conti, fu causa di una lunghissima serie di controversie legali con i nuovi feudatari, che più volte degenerarono in scontri armati tra gli opposti partigiani. Nel 1491 i conti rientrarono temporaneamente in possesso del castello, ma negli anni trenta del Cinquecento i Pecorara riuscirono definitivamente a imporsi quali signori del feudo, grazie anche a una serie di accordi matrimoniali con gli antichi conti, ormai in progressiva decadenza. Retto in condominio da diversi rami della famiglia Pecorara (dal 1536 annoverata tra la nobiltà decurionale di Pavia), nel 1623 il feudo fu interamente acquistato da Pietro Paolo Pecorara, restando alla sua discendenza fino alla morte, nel 1783. In mancanza di eredi diretti, il re di Sardegna Vittorio Amedeo III (nei cui stati l'Oltrepò pavese era pervenuto nel 1739) tre anni dopo investì Rovescala al giureconsulto pavese Gerolamo Pecorara, come più prossimo affine, il quale fu anche l'ultimo feudatario.
Presso Rovescala ancora nel XVIII secolo esisteva il piccolo comune di Luzzano, presso il confine piacentino. Era noto fin dal XII secolo, quando era dominio del monastero di San Pietro in Ciel d'Oro di Pavia. All'inizio del XIX secolo fu aggregato a Rovescala.

### Simboli
Lo stemma e il gonfalone sono stati approvati con delibera del consiglio comunale del 18 aprile 2000 e concessi con DPR del 10 luglio dello stesso anno.
Il gonfalone è un drappo di giallo con la bordatura di azzurro.
Lo stemma comunale si ispira all'antico stemma dei conti di Rovescala presente anche nel volume Stemmi e sigilli comunali della Provincia di Pavia di Pietro Pavesi del 1904 e nello Stemmario delle famiglie nobili di Pavia e del Principato di Carlo Marozzi.
Le figure nello scudo fanno riferimento al toponimo che molto probabilmente deriva dal termine latino robur ("rovere", "quercia") e dal verbo di origine germanica scalen, "scortecciare", con riferimento all'antica pratica di togliere la corteccia alle roveri per ricavarne il tannino, indispensabile nella concia delle pelli, azione rappresentata dal leone che appoggia gli artigli sul tronco dell'albero.

## Monumenti e luoghi d'interesse
- Castello di Luzzano
- Castello di Rovescala

## Società

### Evoluzione demografica
Abitanti censiti

## Amministrazione

### Comunità montane
Fa parte della fascia bassa della Comunità Montana Oltrepò Pavese.